# Aristie
Die Aristie (von altgriechisch ἄριστος der Beste) ist ein Begriff aus der Technik des Epos, beispielgebend angewendet in der Ilias von Homer. Inhaltlich wird eine der behandelten Personen bei der Verrichtung einer besonderen kriegerischen Heldentat vorgeführt; formal dient die Aristie dazu, zentralen und weniger zentralen Figuren einprägsames Profil zu verleihen, dies auch deshalb, weil jeder der Helden der Ilias für eine griechische Landschaft steht, es soll also keine benachteiligt werden. Dass nicht nur Protagonisten, sondern auch Nebenfiguren mit Szenen bedient werden müssen, die sie gut profilieren, ist darüber hinaus ein wichtiger Grundsatz auch der dramatischen Form bis hin zum Drehbuch.
Der Held Diomedes hat in der Ilias seine Aristie im 5. Gesang. Sie wird eingeleitet mit den Worten
Jetzo schmückt' Athene des Tydeus Sohn Diomedes
Hoch mit Kraft und Entschluß, damit vorstrahlend aus allem
Danaervolk er erschien', und herrlichen Ruhm sich gewänne.
(Übersetzung: Johann Heinrich Voß)